# Sidi Smaïl (kommun)
Sidi Smail (franska: Sidi Smail (CR), Sidi Smail (Commune Rurale), arabiska: سي احساين بن عبد الرحمان) är en kommun i Marocko.   Den ligger i provinsen El Jadida och regionen Casablanca-Settat, i den norra delen av landet, 200 km sydväst om huvudstaden Rabat. Antalet invånare är 20 325.